# Установка фракціонування у Кралупах-на-Влтаві
Установка фракціонування у Кралупах-на-Влтаві – підприємство нафтохімічної промисловості у центральній Чехії, яке займається розділенням фракції С4.
Отримана в процесі діяльності установки парового крекінгу в Літвінові бутилен-бутадієнова фракція постачається по спеціалізованому продуктопроводу до центральної Чехії. Тут у Кралупах-на-Влтаві вона розділяється на підприємстві Butadien Kralupy, котре належить польським компаніям Unipetrol (51%) та Synthos (49%). При цьому перша володіє літвінівським піролізним виробництвом, а друга – заводом полімерів у Кралупах.
Перш за все із фракції вилучають бутадієн, що наразі здійснюється за допомогою введеної в експлуатацію у 2010 році секції потужністю 120 тисяч тонн (замінила стару з показником 90 тисяч тонн). Цей діолефін використовують для продукування рідкого полібутадієну, а також стирен-бутадієнового каучуку та АБС-пла́стику (акрилонітрилбутадієнстиролу).
Далі з отриманої після вилучення бутадієну суміші (яка носить у нафтохімії назву Raffinate 1) продукують ізобутилен, котрий використовується місцевим нафтопереробним заводом для синтезу паливної присадки – метилтретинного бутилового етеру (потужність виробництва 90 тисяч тон на рік).